# 王澤弘
王泽宏（1626年—1708年），又作王泽弘，字涓来，湖广黄冈人，清朝政治人物、进士出身。

## 生平
天啟六年（1626年）出生。顺治十二年（1655年）登进士，授翰林院侍读，拜礼部左侍郎，助修栖霞寺。康熙三十八年（1699年）担任左都御史。康熙三十九年（1700年）官至礼部尚书。有御史犯罪被建議謫徙乌喇（今吉林市），泽宏以為烏喇死地，“流不可烏喇”，力諫不可。聖祖出巡烏喇時，深歎曰：“此非人所居，王澤宏其引朕於仁乎！”
泽宏喜与诸名士游，王士正、姜宸英、洪异等“皆尝点定其诗”。康熙四十二年（1703年），以年老辞歸，回南京养老，晚年居大功坊，“角巾散服，徜徉山水，若忘其為國老者”。康熙四十七年（1708年）卒，享年八十三歲。有《昊庐集》。

## 家族
父王用予。
有子王材升、王材任、王材成、王材獻、王材信、王材振。其孙王廷泰曾邀袁枚为其撰写墓碑。

## 轶事
出生于湖广黄州府黄陂王家河王家大湾，因其官至清朝礼部尚书，康熙年间王家河因此改此名。